# Argha
Argha (nep. अर्घा) – gaun wikas samiti w zachodniej części Nepalu w strefie Lumbini w dystrykcie Arghakhanchi. Według nepalskiego spisu powszechnego z 2011 roku liczył on 1318 gospodarstw domowych i 5315 mieszkańców (3044 kobiety i 2271 mężczyzn).